# Renault Reinasport
Der Renault Reinasport war ein Personenkraftwagenmodell der Zwischenkriegszeit von Renault. Die Typencodes lauteten Type RM und Type ZS.

## Beschreibung
Renault präsentierte die erste Ausführung des Modells im Oktober 1932 auf dem Pariser Automobilsalon. Es löste den Renault Reinastella ab. 1934 endete die Produktion ohne Nachfolger.
Der wassergekühlte Achtzylindermotor mit 90 mm Bohrung und 140 mm Hub hatte 7125 cm³ Hubraum. Die Motorleistung von 130 PS wurde über eine Kardanwelle an die Hinterachse geleitet. 

### Type RM 5
Zur Wahl standen zwei verschieden lange Fahrgestelle. Das kürzere hatte einen Radstand von 334,7 cm und das längere einen Radstand von 358,7 cm. Die Spurweite betrug vorne 144 cm und hinten 145,4 cm. Zur Wahl standen viertürige Limousine mit fünf Sitzen, Coupé, viertürige Pullman-Limousine mit sieben Sitzen und ein Coach.

### Type RM 6
Diese Ausführung vom Oktober 1933 hatte fünf ungleich große Lüftungsklappen in den Seiten der Motorhaube. Die Fahrzeuge waren in Abhängigkeit vom Radstand entweder 505 cm oder 530 cm lang und 195 cm breit. Angeboten wurde neben Limousine und Pullman-Limousine auch ein Cabriolet.

### Type ZS 1
Diese Ausführung erhielt am 2. Februar 1934 seine Zulassung. Der Radstand stieg geringfügig um 5 mm. An den Seiten der Motorhaube befanden sich vier waagerechte Lüftungsschlitze. Die vordere Stoßstange war in der Mitte nach unten gebogen. Im Angebot standen neben den reinen Fahrgestellen nur Limousine und Pullman-Limousine. Im Mai 1934 endete die Produktion nach 20 hergestellten Exemplaren.